# Anime Classics Zettai!
Anime Classics Zettai!: 100 Must-See Japanese Animation Masterpieces — энциклопедия, написанная Брайаном Кэмпом и Джули Дэвис и опубликованная Stone Bridge Press в 2007 году. В нее входят базовые детали и обзоры 100 японских аниме. Stone Bridge Press выпустило версию в печать 15 сентября 2007 года, а цифровую — 1 августа 2007 года.

## Критика
Джейми Ватсон из публичной библиотеки округа Харфорд похвалила книгу, как «необходимую для любого интересующегося аниме», отметив, что книга будет интересна подросткам и послужит отличным источником для пополнения своей коллекции, так как все произведения были сочтены авторами классикой. Скотт Грин в обзоре для сайта Ain't It Cool News говорит, что книга «написанная более нейтральным стилем, чем The Anime Encyclopedia или Manga: The Complete Guide. Можно найти некоторые смутные следы предпочтений, но хотя вряд ли они действительно наслаждались каждым аниме в списке; каждое аниме описано и оценено беспристрастно.»